# Taishuponny
Taishuponnyn är en hästras som härstammar från Japan. Rasen anses komma från de hästar som fördes till Japan från Kina för 2000 år sen och dessa ponnyer är nu uppdelade i ca 8 olika raser bland annat hokkaidoponnyn och misakiponnyn. Rasen användes förr till att dra timmer. Ponnyerna är lugna och tålmodiga men är idag utrotningshotade med bara 79 hästar kvar. 

## Historia
För över 2000 år sedan fördes ett stort antal hästar till Japan från bland annat Kina, Korea och Mongoliet. Många av dessa hästar var mongoliska vildhästar, Przewalskihästar. Även en del ökenhästar till exempel arabiska fullblod kan ha förts till Japan och förädlat hästarna något. 
Dessa hästar som fördes till Japan korsades på olika vis och avlades på olika ställen i Japan och idag räknar man dem som 8 olika hästraser som fått namn beroende på var de är uppfödda i landet. Taishuponnyn har fötts upp i Tsushima i Japan. 
Taishuhästarna är den ras av de 8 japanska ponnyraserna som har den äldsta dokumenterade historien med tydligt nedtecknad avel så tidigt som på 700-talet. Ponnyerna avlades fram för att dra lättare timmervagnar och till jordbruk men var omtyckta för sitt lugna temperament. Man målade även tavlor där kvinnor red de små ponnyerna vilket skulle vara en slags symbol över deras tålamod och stillsamhet. 
Efter andra världskriget sjönk antalet ponnyer drastiskt och idag finns 79 hästar kvar som främst är av intresse för de turister som kommer för att titta på hästarna som lever i halvvilt tillstånd.

## Egenskaper
Taishuponnyn är en medelstor ponny med tydlig primitiv karaktär, ett arv från de mongoliska vildhästarna. Rasen har ett stort och tungt huvud och en ganska liten och kompakt kropp. Det som utmärker rasen är det tålmodiga temperamentet och den otroliga styrkan som den lilla ponnyn besitter. 